# Vassago
Vassago ist eine schwedische Black-, Thrash- und Death-Metal-Band aus Göteborg, die 1986 unter dem Namen Sadist gegründet wurde.

## Geschichte
Die Band wurde 1986 gegründet und war anfangs ein Soloprojekt namens Sadist des Gitarristen Niclas „Pepa“ „Vassago“ „Tormentor“ Andersson. Mit Hilfe eines Drumcomputers nahm er noch im selben Jahr ein erstes Demo auf. Etwas später kam der Sänger Eide Mikael „Sin“ „Christfuck“ Backelin hinzu. 1987 und 1988 wurden einige Aufnahmen angefertigt, ehe das Projekt pausierte. Erst 1993 wurde es reaktiviert. Da jedoch mittlerweile der Name vergeben war, wurde der Name in Vassago abgeändert. Der Name bezeichnet einen dämonischen Prinzen der Hölle. 1994 erschien das Demo Nattflykt, auf dem die Gruppe neben Andersson und Backelin aus dem Schlagzeuger Janne Rimmerfors und dem Bassisten Terje Eriksson besteht. Das Demo erschien bei Anderssons Label Total War Productions. Von 1994 bis 1996 wurden weitere Demos aufgenommen. Lieder hiervon wurden für die Split-Veröffentlichung Hail War! mit der deutschen Band Antichrist, die ebenfalls bei Total War Productions 1996 erschien, verwendet. Hierbei spielte Andersson die Gitarre und den Bass, Backelin sang und spielte das Schlagzeug, wobei mit Bifrons ein weiterer Schlagzeuger vertreten war. 1998 wurde das Debütalbum Knights from Hell aufgenommen, das im November des Folgejahres bei No Fashion Records erschien. In den USA wurde das Album bei Mercenary Music im November 2002 veröffentlicht. Auf dem Tonträger besteht die Besetzung neben dem Gitarristen Andersson und dem Sänger Backelin aus dem Bassisten Anders „Bloodlord“ Backelin, dem Bassisten Åsa „Akasha“ Pettersson im Lied Abysmic Downfall to the Kingdom Where I Will Rule Eternally, dem Gitarristen Suckdog, dem Schlagzeuger Sadistic Sodomizer und dem Keyboarder KK Kranium. Zuvor war ein Schlagzeuger namens Petrone in der Band gewesen, von dem sie sich jedoch trennte, da sie ihn als zu langsam erachtete. Als Gastmusiker sind die Runemagick-Mitglieder Emma Karlsson und Nicklas „Terror“ Rudolfsson auf dem Album zu hören. Nach dem Erscheinen des Albums widmeten die Mitglieder sich anderen Bandprojekten. 2006 arbeiteten Andersson und Backelin mit Pettersson, dem Schlagzeuger Janne Rimmerfors und dem Gitarristen Anders Brolycke an einem weiteren Album, das den Namen Spinecrusher tragen sollte und dessen Veröffentlichung bei Metal Fortress Entertainment geplant war. Der Tonträger blieb jedoch unveröffentlicht. Im Interview mit Aris Demirovič von firegoat.com gab Eide Mikael Backelin an, dass das Projekt zwar nicht zusammen probt, Auftritte abhält oder Tonträger veröffentlicht, es jedoch nicht beendet sei und immer zusammen Songs schreibe, wenn man Zeit dafür habe.

## Stil
Daniel Ekeroth bezeichnete in seinem Buch Schwedischer Death Metal die Musik als eine Mischung aus Speed-, Thrash- und Black-Metal. In Joel McIvers Extreme Metal II wird als Thrash- und Death-Metal beschrieben. Der Gesang wechsle zwischen Screams und Death-Metal-Gesang. Paul Schwarz von chroniclesofchaos.com schrieb in seiner Rezension zu Knights from Hell, dass die Musik auf simplen und traditionellen Death-Metal-Riffs aufbaut und mit stereotypischem Black-Metal-Kriegsgeschrei vermische, worin man auch Themen aus dem Satanismus verarbeite. Dieser wilde Metal sei mit dem von Deathwitch vergleichbar.

## Diskografie
- 1994: Nattflykt (Demo, Total War Productions)
- 1996: Hail War! (Split mit Antichrist, Total War Productions)
- 1999: Knights from Hell (Album, No Fashion Records)